# Люценко Любов Миколаївна
Люценко Любов Миколаївна (1856, Київ — після 1920, там само) — оперна й камерна співачка (драматичне сопрано) та педагог з вокалу.
Освіту здобула в віденському інституті «Фреліх» і вже в юності часто виступала в аматорських виставах. З 1869 по 1874 рік навчалася співу у А. Р. Осберга і Дж. Гальвані в Московській консерваторії. Вивчала сценічне мистецтво у Й. Я. Сєтова в Санкт-Петербурзі, одночасно вдосконалюючись у нього в співі. У 1874 році за підтримки Сєтова відбувся її дебют на київській оперній сцені — вона виконала партію Антоніди в опері Глінки «Життя за царя». У Києві вона співала весь той сезон, а також в сезоні 1880/81.
У 1875—1876 роках співала на сцені Одеського оперного театру і в цей же час виступала на сцені Харкова.
З 1976 по 1880 виступала як солістка Большого театру в Москві. В 1880-81 — солістка Маріїнського театру в Петербурзі. У 1882/83 роках співала на сцені Віденської опери, потім переїхала в Зальцбург, де співала до 1885 року.
Після Австрії повернулася в Росію, де співала на різних сценах, в тому числі в 1891 і в 1893 роках в Казані, в 1892 році — в Тифлісі і Батумі, після чого переїхала до Санкт-Петербургу.
З 1891 року почала також займатися музично-педагогічною діяльністю — відкрила свій клас співу спочатку в Казані, потім в столиці Російської імперії, а пізніше в Києві, де з 1906 року працювала в музично-драматичній школі при міністерстві внутрішніх справ.

Точна дата її смерті не встановлена.